# Paya Gambar
Paya Gambar is een bestuurslaag in het regentschap Deli Serdang van de provincie Noord-Sumatra, Indonesië. Paya Gambar telt 4175 inwoners (volkstelling 2010).